# Décathlon aux championnats du monde d'athlétisme 2017
Pour un article plus général, voir championnats du monde d'athlétisme 2017.
Navigation
Pékin 2015 Doha 2019
Le concours du décathlon des championnats du monde de 2017 se déroule les 11 et 12 août de cette même année, dans le Stade olympique de Londres (Royaume-Uni), remporté par le Français Kévin Mayer (photographie).

## Records et performances

### Records
Avant ces championnats, les records du décathlon (mondial, des championnats et par continent) étaient les suivants.
| Records       | Athlète        | Pays       | Points | Lieu           | Date              |
| ------------- | -------------- | ---------- | ------ | -------------- | ----------------- |
| Monde         | Ashton Eaton   | États-Unis | 9 045  | Pékin          | 29 août 2015      |
| Championnats  | Le même        | Américain  | id.    | ibidem         | id.               |
| Afrique       | Larbi Bourrada | Algérie    | 8 521  | Rio de Janeiro | 18 août 2016      |
| Asie          | Dmitriy Karpov | Kazakhstan | 8 725  | Athènes        | 24 août 2004      |
| Amérique Nord | Ashton Eaton   | États-Unis | 9 045  | Pékin          | 29 août 2015      |
| Amérique Sud  | Carlos Chinin  | Brésil     | 8 393  | São Paulo      | 7-8 juin 2013     |
| Europe        | Roman Šebrle   | Tchéquie   | 9 026  | Götzis         | 27 mai 2001       |
| Océanie       | Jagan Hames    | Australie  | 8 490  | Kuala Lumpur   | 18 septembre 1998 |

### Meilleures performances de l'année 2017
Avant ces championnats, les dix meilleurs athlètes de 2017 sont les suivants.
| Rang | Athlète                 | Pays       | Points | Lieu     | Date         |
| ---- | ----------------------- | ---------- | ------ | -------- | ------------ |
| 1    | Rico Freimuth           | Allemagne  | 8 663  | Ratingen | 25 juin 2017 |
| 2    | Ilya Shkurenev          | Russie     | 8 601  | Smolensk | 10 juin 2017 |
| 3    | Damian Warner           | Canada     | 8 591  | Götzis   | 28 mai 2017  |
| 4    | Lindon Victor           | Grenade    | 8 539  | Columbia | 12 mai 2017  |
| 4    | Eelco Sintnicolaas      | Pays-Bas   | 8 539  | Götzis   | 28 mai 2017  |
| 6    | Kurt Felix              | Grenade    | 8 509  | Ratingen | 25 juin 2017 |
| 7    | Kai Kazmirek            | Allemagne  | 8 478  | Ratingen | 25 juin 2017 |
| 8    | Devon Williams          | États-Unis | 8 345  | Athens   | 9 avril 2017 |
| 9    | Adam Sebastian Helcelet | Tchéquie   | 8 335  | Götzis   | 28 mai 2017  |
| 10   | Pieter Braun            | Pays-Bas   | 8 334  | Götzis   | 28 mai 2017  |

## Critère de qualification
Avoir réalisé 8 100 points entre le 1er janvier 2016 et le 23 juillet 2017.
La liste provisoire, diffusée le 30 juillet 2017, comprend 36 athlètes représentant 23 fédérations. N'y figurent pas Arthur Abele (8 605), Leonid Andreyev (8250), Georni Jaramillo (8126), Jiří Sýkora et Gaël Querin. Est en revanche sélectionné Sutthisak Singkhon, en tant que champion d'Asie.

## Médaillés
| Or          | Argent        | Bronze       |
| Kévin Mayer | Rico Freimuth | Kai Kazmirek |

## Résultats

### Classement final
| Rang               | Athlète                 | Pays                             | Total    | 100 m   | Long.  | Poids   | Haut.  | 400 m   | 110 m h. | Disque  | Perche | Jav.    | 1 500 m       |
| ------------------ | ----------------------- | -------------------------------- | -------- | ------- | ------ | ------- | ------ | ------- | -------- | ------- | ------ | ------- | ------------- |
| Médaille d'or      | Kévin Mayer             | France                           | 8 768 WL | 10 s 70 | 7,52 m | 15,72 m | 2,08 m | 48 s 26 | 13 s 75  | 47,14 m | 5,10 m | 66,10 m | 4 min 36 s 73 |
| Médaille d'argent  | Rico Freimuth           | Allemagne                        | 8 564    | 10 s 53 | 7,48m  | 14,85m  | 1,99m  | 48 s 41 | 13 s 68  | 51,17m  | 4,80m  | 62,34m  | 4 min 41 s 57 |
| Médaille de bronze | Kai Kazmirek            | Allemagne                        | 8 488 SB | 10 s 91 | 7,64m  | 13,78m  | 2,11m  | 47 s 19 | 14 s 66  | 45,06m  | 5,10m  | 62,45m  | 4 min 38 s 07 |
| 4                  | Janek Õiglane           | Estonie                          | 8 371 PB | 11 s 08 | 7,33m  | 15,13m  | 2,05m  | 49 s 58 | 14 s 56  | 42,11m  | 5,10m  | 71,73m  | 4 min 39 s 24 |
| 5                  | Damian Warner           | Canada                           | 8 309    | 10 s 50 | 7,44m  | 13,45m  | 2,02m  | 47 s 47 | 13 s 63  | 40,67m  | 4,70m  | 56,63m  | 4 min 28 s 39 |
| 6                  | Oleksiy Kasyanov        | Ukraine                          | 8 234    | 10 s 77 | 7,28m  | 14,99m  | 2,02m  | 48 s 64 | 14 s 05  | 48,79m  | 4,70m  | 50,82m  | 4 min 33 s 86 |
| 7                  | Kurt Felix              | Grenade                          | 8 227    | 11 s 08 | 7,46m  | 15,01m  | 2,08m  | 49 s 09 | 14 s 68  | 45,39m  | 4,50m  | 64,64m  | 4 min 36 s 62 |
| 8                  | Adam Sebastian Helcelet | République tchèque               | 8 222    | 11 s 28 | 7,03m  | 14,57m  | 2,02m  | 49 s 51 | 14 s 38  | 44,71m  | 4,90m  | 71,56m  | 4 min 36 s 85 |
| 9                  | Jorge Ureña             | Espagne                          | 8 125 PB | 11 s 00 | 7,30m  | 13,91m  | 2,08m  | 48 s 72 | 14 s 15  | 36,33m  | 5,00m  | 56,06m  | 4 min 26 s 46 |
| 10                 | Devon Williams          | États-Unis                       | 8 088    | 10 s 93 | 7,44m  | 14,43m  | 1,96m  | 48 s 11 | 14 s 27  | 44,29m  | 4,60m  | 57,93m  | 4 min 40 s 50 |
| 11                 | Ashley Bryant           | Royaume-Uni                      | 8 049    | 11 s 14 | 7,44m  | 14,09m  | 1,96m  | 49 s 24 | 14 s 75  | 43,95m  | 4,30m  | 67,97m  | 4 min 27 s 15 |
| 12                 | Martin Roe              | Norvège                          | 8 040    | 10 s 90 | 7,50m  | 15,22m  | 1,93m  | 49 s 09 | 15 s 15  | 48,24m  | 4,50m  | 58,30m  | 4 min 39 s 24 |
| 13                 | Karl Robert Saluri      | Estonie                          | 8 025 SB | 10 s 55 | 7,49m  | 13,98m  | 1,84m  | 47 s 76 | 15 s 36  | 40,43m  | 5,00m  | 57,12m  | 4 min 31 s 31 |
| 14                 | Pau Tonnesen            | Espagne                          | 8 006    | 11 s 26 | 7,21m  | 13,76m  | 2,08m  | 50 s 85 | 14 s 57  | 43,07m  | 5,40m  | 55,13m  | 4 min 46 s 31 |
| 15                 | Bastien Auzeil          | France                           | 7 922 SB | 11 s 35 | 6,87m  | 15,23m  | 1,96m  | 50 s 36 | 14 s 89  | 46,86m  | 4,80m  | 60,80m  | 4 min 39 s 80 |
| 16                 | Pieter Braun            | Pays-Bas                         | 7 890    | 11 s 22 | 7,17m  | 14,48m  | 1,93m  | 48 s 54 | 14 s 67  | 42,59m  | 4,70m  | 59,26m  | 4 min 38 s 40 |
| 17                 | Dominik Distelberger    | Autriche                         | 7 857    | 11 s 03 | 7,11m  | 12,93m  | 1,87m  | 48 s 13 | 14 s 59  | 43,18m  | 5,00m  | 56,46m  | 4 min 39 s 15 |
| 18                 | Cedric Dubler           | Australie                        | 7 728    | 11 s 06 | 7,29m  | 11,36m  | 2,08m  | 48 s 31 | 14 s 92  | 40,85m  | 4,90m  | 52,10m  | 4 min 50 s 31 |
| 19                 | Akihiko Nakamura        | Japon                            | 7 646    | 11 s 06 | 7,28m  | 11,37m  | 1,96m  | 48 s 98 | 14 s 43  | 33,65m  | 4,70m  | 54,22m  | 4 min 22 s 62 |
| 20                 | Keisuke Ushiro          | Japon                            | 7 498    | 11 s 53 | 6,64m  | 13,43m  | 1,96m  | 51 s 43 | 15 s 35  | 47,64m  | 4,60m  | 63,28m  | 4 min 51 s 90 |
| 21                 | Zach Ziemek             | États-Unis                       | DNF      | 10 s 99 | 7,08m  | 14,01m  | 1,99m  | 50 s 32 | 15 s 36  | 47,32m  | 5,10m  | 58,35m  | DNS           |
| —                  | Lindon Victor           | Grenade                          | DNF      | 10 s 83 | 6,98m  | 15,86m  | 1,99m  | 49 s 30 | 15 s 36  | NM      | NM     | DNS     | —             |
| —                  | Maicel Uibo             | Estonie                          | DNF      | 11 s 35 | 6,97m  | 14,08m  | 2,02m  | 50 s 61 | 14 s 90  | 47,88m  | NM     | DNS     | —             |
| —                  | Eelco Sintnicolaas      | Pays-Bas                         | DNF      | 10 s 96 | 7,31m  | 14,32m  | 1,90m  | 48 s 73 | 14 s 32  | 40,25m  | DNS    | —       | —             |
| —                  | Mihail Dudaš            | Serbie                           | DNF      | 10 s 75 | 7,46m  | 13,02m  | 2,02m  | 48 s 08 | DQ       | 43,23m  | DNS    | —       | —             |
| —                  | Trey Hardee             | États-Unis                       | DNF      | 10 s 75 | 7,48m  | 15,16m  | 1,99m  | 48 s 78 | DQ       | NM      | DNS    | —       | —             |
| —                  | Ilya Shkurenev          | Athlètes Neutres Autorisés (ANA) | DNF      | 11 s 17 | 7,62m  | 13,48m  | 2,08m  | 49 s 02 | DQ       | DNS     | —      | —       | —             |
| —                  | Mathias Brugger         | Allemagne                        | DNF      | 11 s 15 | 7,18m  | 14,80m  | 1,90m  | DNS     | —        | —       | —      | —       | —             |
| —                  | Larbi Bourrada          | Algérie                          | DNF      | 10 s 80 | 7,22m  | 13,41m  | 1,90m  | DNS     | —        | —       | —      | —       | —             |
| —                  | Thomas van der Plaetsen | Belgique                         | DNF      | 11 s 35 | 7,09m  | 13,03m  | 1,96m  | DNS     | —        | —       | —      | —       | —             |
| —                  | Sutthisak Singkhon      | Thaïlande                        | DNF      | 11 s 16 | 7,65m  | 13,34m  | DNS    | —       | —        | —       | —      | —       | —             |
| —                  | Fredrik Samuelsson      | Suède                            | DNF      | 11 s 24 | 7,11m  | 13,82m  | DNS    | —       | —        | —       | —      | —       | —             |
| —                  | Luiz Alberto de Araujo  | Brésil                           | DNF      | 11 s 07 | NM     | DNS     | —      | —       | —        | —       | —      | —       | —             |
| —                  | Leonel Suárez           | Cuba                             | DNF      | 15 s 93 | DNS    | —       | —      | —       | —        | —       | —      | —       | —             |
| —                  | Jefferson Santos        | Brésil                           | DNS      | DNS     | —      | —       | —      | —       | —        | —       | —      | —       | —             |

### Résultats par épreuves

#### 100 mètres
| Résultats détaillés - 100 mètres | Résultats détaillés - 100 mètres | Résultats détaillés - 100 mètres | Résultats détaillés - 100 mètres | Résultats détaillés - 100 mètres | Résultats détaillés - 100 mètres | Résultats détaillés - 100 mètres | Résultats détaillés - 100 mètres |
| Rang                             | Série                            | Ligne                            | Nom                              | Nationalité                      | Temps                            | Points                           | Notes                            |
| -------------------------------- | -------------------------------- | -------------------------------- | -------------------------------- | -------------------------------- | -------------------------------- | -------------------------------- | -------------------------------- |
| 1                                | 4                                | 6                                | Damian Warner                    | Canada                           | 10 s 50                          | 975                              |                                  |
| 2                                | 4                                | 8                                | Rico Freimuth                    | Allemagne                        | 10 s 53                          | 968                              | =SB                              |
| 3                                | 4                                | 7                                | Karl Robert Saluri               | Estonie                          | 10 s 56                          | 961                              | SB                               |
| 4                                | 2                                | 3                                | Kévin Mayer                      | France                           | 10 s 70                          | 929                              | PB                               |
| 5                                | 4                                | 9                                | Trey Hardee                      | États-Unis                       | 10 s 75 (.742 ms)                | 917                              |                                  |
| 6                                | 1                                | 8                                | Mihail Dudaš                     | Serbie                           | 10 s 75 (.749 ms)                | 917                              | SB                               |
| 7                                | 4                                | 1                                | Oleksiy Kasyanov                 | Ukraine                          | 10 s 77                          | 912                              |                                  |
| 8                                | 1                                | 5                                | Larbi Bourrada                   | Algérie                          | 10 s 80                          | 906                              | SB                               |
| 9                                | 4                                | 5                                | Lindon Victor                    | Grenade                          | 10 s 83                          | 899                              |                                  |
| 10                               | 3                                | 2                                | Martin Roe                       | Norvège                          | 10 s 90                          | 883                              |                                  |
| 11                               | 2                                | 8                                | Kai Kazmirek                     | Allemagne                        | 10 s 91                          | 881                              | SB                               |
| 12                               | 4                                | 2                                | Devon Williams                   | États-Unis                       | 10 s 93                          | 876                              |                                  |
| 13                               | 4                                | 3                                | Eelco Sintnicolaas               | Pays-Bas                         | 10 s 96                          | 870                              |                                  |
| 14                               | 4                                | 4                                | Zach Ziemek                      | États-Unis                       | 10 s 99                          | 863                              |                                  |
| 15                               | 2                                | 4                                | Jorge Ureña                      | Espagne                          | 11 s 00                          | 861                              | SB                               |
| 16                               | 3                                | 9                                | Dominik Distelberger             | Autriche                         | 11 s 03                          | 854                              |                                  |
| 17                               | 2                                | 6                                | Cedric Dubler                    | Australie                        | 11 s 06 (.058 ms)                | 847                              |                                  |
| 18                               | 3                                | 5                                | Akihiko Nakamura                 | Japon                            | 11 s 06 (.060 ms)                | 847                              |                                  |
| 19                               | 3                                | 7                                | Luiz Alberto de Araújo           | Brésil                           | 11 s 07                          | 845                              |                                  |
| 20                               | 1                                | 7                                | Kurt Felix                       | Grenade                          | 11 s 08 (.071 ms)                | 843                              | SB                               |
| 21                               | 1                                | 4                                | Janek Õiglane                    | Estonie                          | 11 s 08 (.074 ms)                | 843                              | PB                               |
| 22                               | 2                                | 5                                | Ashley Bryant                    | Royaume-Uni                      | 11 s 14                          | 830                              | SB                               |
| 23                               | 3                                | 8                                | Mathias Brugger                  | Allemagne                        | 11 s 15                          | 827                              |                                  |
| 24                               | 3                                | 6                                | Sutthisak Singkhon               | Thaïlande                        | 11 s 16                          | 825                              |                                  |
| 25                               | 3                                | 1                                | Ilya Shkurenev                   | Athlètes Neutres Autorisés (ANA) | 11 s 17                          | 823                              |                                  |
| 26                               | 2                                | 9                                | Pieter Braun                     | Pays-Bas                         | 11 s 22                          | 812                              |                                  |
| 27                               | 3                                | 4                                | Fredrik Samuelsson               | Suède                            | 11 s 24                          | 808                              |                                  |
| 28                               | 1                                | 2                                | Pau Tonnesen                     | Espagne                          | 11 s 26                          | 804                              | PB                               |
| 29                               | 3                                | 3                                | Adam Sebastian Helcelet          | République tchèque               | 11 s 28                          | 799                              |                                  |
| 30                               | 2                                | 2                                | Maicel Uibo                      | Estonie                          | 11 s 35 (.341 ms)                | 784                              |                                  |
| 31                               | 1                                | 9                                | Thomas van der Plaetsen          | Belgique                         | 11 s 35 (.344 ms)                | 784                              | SB                               |
| 32                               | 1                                | 3                                | Bastien Auzeil                   | France                           | 11 s 35 (.346 ms)                | 784                              | SB                               |
| 33                               | 1                                | 6                                | Keisuke Ushiro                   | Japon                            | 11 s 53                          | 746                              |                                  |
| 34                               | 2                                | 7                                | Leonel Suárez                    | Cuba                             | 15 s 93                          | 94                               |                                  |
| —                                | 2                                | 1                                | Jefferson Santos                 | Brésil                           | DNS                              | 0                                |                                  |

#### Saut en longueur
| Résultats détaillés - Saut en longueur | Résultats détaillés - Saut en longueur | Résultats détaillés - Saut en longueur | Résultats détaillés - Saut en longueur | Résultats détaillés - Saut en longueur | Résultats détaillés - Saut en longueur | Résultats détaillés - Saut en longueur | Résultats détaillés - Saut en longueur | Résultats détaillés - Saut en longueur | Résultats détaillés - Saut en longueur | Résultats détaillés - Saut en longueur | Résultats détaillés - Saut en longueur |
| Rang                                   | Groupe                                 | Athlète                                | Nationalité                            | Essai1                                 | Essai2                                 | Essai3                                 | Résultat                               | Points                                 | Notes                                  | Classement                             | Classement                             |
| Rang                                   | Groupe                                 | Athlète                                | Nationalité                            | Essai1                                 | Essai2                                 | Essai3                                 | Résultat                               | Points                                 | Notes                                  | Points                                 | Rang                                   |
| -------------------------------------- | -------------------------------------- | -------------------------------------- | -------------------------------------- | -------------------------------------- | -------------------------------------- | -------------------------------------- | -------------------------------------- | -------------------------------------- | -------------------------------------- | -------------------------------------- | -------------------------------------- |
| 1                                      | B                                      | Sutthisak Singkhon                     | Thaïlande                              | x                                      | 7,12m                                  | 7,65m                                  | 7,65m                                  | 972                                    |                                        | 1797                                   | 9                                      |
| 2                                      | A                                      | Kai Kazmirek                           | Allemagne                              | 7,29m                                  | 7,64m                                  | 5,48m                                  | 7,64m                                  | 970                                    | SB                                     | 1851                                   | 5                                      |
| 3                                      | B                                      | Ilya Shkurenev                         | Athlètes Neutres Autorisés (ANA)       | x                                      | 7,29m                                  | 7,62m                                  | 7,62m                                  | 965                                    | SB                                     | 1788                                   | 12                                     |
| 4                                      | B                                      | Kévin Mayer                            | France                                 | 7,33m                                  | 7,37m                                  | 7,52m                                  | 7,52m                                  | 940                                    |                                        | 1869                                   | 4                                      |
| 5                                      | A                                      | Martin Roe                             | Norvège                                | 7,06m                                  | 7,50m                                  | 7,45m                                  | 7,50m                                  | 935                                    | PB                                     | 1818                                   | 8                                      |
| 6                                      | B                                      | Karl Robert Saluri                     | Estonie                                | 7,30m                                  | 7,29m                                  | 7,49m                                  | 7,49m                                  | 932                                    |                                        | 1895                                   | 2                                      |
| 7                                      | B                                      | Rico Freimuth                          | Allemagne                              | 7,11m                                  | 7,48m                                  | 7,45m                                  | 7,48m                                  | 930                                    |                                        | 1898                                   | 1                                      |
| 8                                      | A                                      | Trey Hardee                            | États-Unis                             | 7,48m                                  | 7,29m                                  | 7,33m                                  | 7,48m                                  | 930                                    | SB                                     | 1847                                   | 6                                      |
| 9                                      | A                                      | Mihail Dudaš                           | Serbie                                 | 7,41m                                  | x                                      | 7,46m                                  | 7,46m                                  | 925                                    | SB                                     | 1842                                   | 7                                      |
| 10                                     | B                                      | Kurt Felix                             | Grenade                                | x                                      | x                                      | 7,46m                                  | 7,46m                                  | 925                                    |                                        | 1768                                   | 14                                     |
| 11                                     | B                                      | Devon Williams                         | États-Unis                             | x                                      | 7,39m                                  | 7,44m                                  | 7,44m                                  | 920                                    |                                        | 1796                                   | 10                                     |
| 12                                     | B                                      | Damian Warner                          | Canada                                 | 5,72m                                  | 7,27m                                  | 7,44m                                  | 7,44m                                  | 920                                    |                                        | 1895                                   | 2                                      |
| 13                                     | B                                      | Ashley Bryant                          | Royaume-Uni                            | x                                      | 7,26m                                  | 7,44m                                  | 7,44m                                  | 920                                    |                                        | 1750                                   | 16                                     |
| 14                                     | A                                      | Janek Õiglane                          | Estonie                                | 7,33m                                  | 6,97m                                  | x                                      | 7,33m                                  | 893                                    |                                        | 1736                                   | 18                                     |
| 15                                     | B                                      | Eelco Sintnicolaas                     | Pays-Bas                               | x                                      | 7,31m                                  | —                                      | 7,31m                                  | 888                                    |                                        | 1758                                   | 15                                     |
| 16                                     | B                                      | Jorge Ureña                            | Espagne                                | 7,21m                                  | 7,30m                                  | 7,18m                                  | 7,30m                                  | 886                                    |                                        | 1747                                   | 17                                     |
| 17                                     | B                                      | Cedric Dubler                          | Australie                              | 6,90m                                  | 7,29m                                  | 6,87m                                  | 7,29m                                  | 883                                    |                                        | 1730                                   | 19                                     |
| 18                                     | B                                      | Akihiko Nakamura                       | Japon                                  | x                                      | 7,28m                                  | 7,24m                                  | 7,28m                                  | 881                                    |                                        | 1728                                   | 20                                     |
| 19                                     | B                                      | Oleksiy Kasyanov                       | Ukraine                                | x                                      | x                                      | 7,28m                                  | 7,28m                                  | 881                                    |                                        | 1793                                   | 11                                     |
| 20                                     | A                                      | Larbi Bourrada                         | Algérie                                | 7,04m                                  | 7,22m                                  | 7,20m                                  | 7,22m                                  | 866                                    |                                        | 1772                                   | 13                                     |
| 21                                     | B                                      | Pau Tonnesen                           | Espagne                                | x                                      | 7,21m                                  | x                                      | 7,21m                                  | 864                                    |                                        | 1668                                   | 25                                     |
| 22                                     | A                                      | Mathias Brugger                        | Allemagne                              | 7,06m                                  | 7,18m                                  | x                                      | 7,18m                                  | 857                                    |                                        | 1684                                   | 24                                     |
| 23                                     | B                                      | Pieter Braun                           | Pays-Bas                               | 6,97m                                  | x                                      | 7,17m                                  | 7,17m                                  | 854                                    |                                        | 1666                                   | 26                                     |
| 24                                     | A                                      | Fredrik Samuelsson                     | Suède                                  | 7,04m                                  | 7,11m                                  | 7,07m                                  | 7,11m                                  | 840                                    |                                        | 1648                                   | 27                                     |
| 25                                     | A                                      | Dominik Distelberger                   | Autriche                               | 6,85m                                  | x                                      | 7,11m                                  | 7,11m                                  | 840                                    |                                        | 1694                                   | 23                                     |
| 26                                     | A                                      | Thomas van der Plaetsen                | Belgique                               | x                                      | x                                      | 7,09m                                  | 7,09m                                  | 835                                    |                                        | 1619                                   | 29                                     |
| 27                                     | B                                      | Zach Ziemek                            | États-Unis                             | 7,02m                                  | 7,08m                                  | x                                      | 7,08m                                  | 833                                    |                                        | 1696                                   | 22                                     |
| 28                                     | B                                      | Adam Sebastian Helcelet                | République tchèque                     | 7,03m                                  | 7,00m                                  | 6,99m                                  | 7,03m                                  | 821                                    |                                        | 1620                                   | 28                                     |
| 29                                     | A                                      | Lindon Victor                          | Grenade                                | x                                      | 6,86m                                  | 6,98m                                  | 6,98m                                  | 809                                    |                                        | 1708                                   | 21                                     |
| 30                                     | A                                      | Maicel Uibo                            | Estonie                                | x                                      | 6,97m                                  | x                                      | 6,97m                                  | 807                                    |                                        | 1591                                   | 30                                     |
| 31                                     | A                                      | Bastien Auzeil                         | France                                 | 6,70m                                  | 6,74m                                  | 6,87m                                  | 6,87m                                  | 783                                    |                                        | 1567                                   | 31                                     |
| 32                                     | A                                      | Keisuke Ushiro                         | Japon                                  | 6,57m                                  | 6,52m                                  | 6,64m                                  | 6,64m                                  | 729                                    |                                        | 1475                                   | 32                                     |
| —                                      | A                                      | Luiz Alberto de Araújo                 | Brésil                                 | x                                      | r                                      |                                        | NM                                     | 0                                      |                                        | 845                                    | 33                                     |
| —                                      | A                                      | Leonel Suárez                          | Cuba                                   |                                        |                                        |                                        | DNS                                    |                                        |                                        | DNF                                    | —                                      |
| —                                      | A                                      | Jefferson Santos                       | Brésil                                 |                                        |                                        |                                        | DNS                                    |                                        |                                        | DNF                                    | —                                      |

#### Lancer du poids
| Résultats détaillés - Lancer du poids | Résultats détaillés - Lancer du poids | Résultats détaillés - Lancer du poids | Résultats détaillés - Lancer du poids | Résultats détaillés - Lancer du poids | Résultats détaillés - Lancer du poids | Résultats détaillés - Lancer du poids | Résultats détaillés - Lancer du poids | Résultats détaillés - Lancer du poids | Résultats détaillés - Lancer du poids | Résultats détaillés - Lancer du poids | Résultats détaillés - Lancer du poids |
| Rang                                  | Groupe                                | Athlète                               | Nationalité                           | Essai1                                | Essai2                                | Essai3                                | Résultat                              | Points                                | Notes                                 | Classement                            | Classement                            |
| Rang                                  | Groupe                                | Athlète                               | Nationalité                           | Essai1                                | Essai2                                | Essai3                                | Résultat                              | Points                                | Notes                                 | Points                                | Rang                                  |
| ------------------------------------- | ------------------------------------- | ------------------------------------- | ------------------------------------- | ------------------------------------- | ------------------------------------- | ------------------------------------- | ------------------------------------- | ------------------------------------- | ------------------------------------- | ------------------------------------- | ------------------------------------- |
| 1                                     | B                                     | Lindon Victor                         | Grenade                               | 15,14m                                | 15,86m                                | 15,05m                                | 15,86m                                | 843                                   |                                       | 2551                                  | 10                                    |
| 2                                     | B                                     | Kévin Mayer                           | France                                | 15,72m                                | 15,43m                                | x                                     | 15,72m                                | 834                                   | SB                                    | 2703                                  | 1                                     |
| 3                                     | B                                     | Bastien Auzeil                        | France                                | 15,23m                                | x                                     | x                                     | 15,23m                                | 804                                   |                                       | 2371                                  | 25                                    |
| 4                                     | B                                     | Martin Roe                            | Norvège                               | 14,66m                                | 14,79m                                | 15,22m                                | 15,22m                                | 803                                   |                                       | 2621                                  | 5                                     |
| 5                                     | B                                     | Trey Hardee                           | États-Unis                            | 15,16m                                | 14,94m                                | 14,89m                                | 15,16m                                | 800                                   | SB                                    | 2647                                  | 3                                     |
| 6                                     | B                                     | Janek Õiglane                         | Estonie                               | 14,83m                                | 14,65m                                | 15,13m                                | 15,13m                                | 798                                   |                                       | 2534                                  | 12                                    |
| 7                                     | B                                     | Kurt Felix                            | Grenade                               | 14,83m                                | 15,01m                                | x                                     | 15,01m                                | 790                                   |                                       | 2558                                  | 9                                     |
| 8                                     | B                                     | Oleksiy Kasyanov                      | Ukraine                               | 14,75m                                | 14,71m                                | 14,99m                                | 14,99m                                | 789                                   | SB                                    | 2582                                  | 7                                     |
| 9                                     | B                                     | Rico Freimuth                         | Allemagne                             | 14,85m                                | x                                     | 14,26m                                | 14,85m                                | 780                                   |                                       | 2678                                  | 2                                     |
| 10                                    | B                                     | Mathias Brugger                       | Allemagne                             | 14,32m                                | 14,33m                                | 14,80m                                | 14,80m                                | 777                                   |                                       | 2461                                  | 20                                    |
| 11                                    | B                                     | Adam Sebastian Helcelet               | République tchèque                    | x                                     | 14,57m                                | x                                     | 14,57m                                | 763                                   |                                       | 2387                                  | 23                                    |
| 12                                    | B                                     | Pieter Braun                          | Pays-Bas                              | 13,33m                                | 14,48m                                | 14,23m                                | 14,48m                                | 758                                   |                                       | 2424                                  | 22                                    |
| 13                                    | A                                     | Devon Williams                        | États-Unis                            | 13,50m                                | 13,53m                                | 14,43m                                | 14,43m                                | 755                                   |                                       | 2551                                  | 10                                    |
| 14                                    | A                                     | Eelco Sintnicolaas                    | Pays-Bas                              | 14,29m                                | 14,32m                                | 14,25m                                | 14,32m                                | 748                                   |                                       | 2506                                  | 14                                    |
| 15                                    | B                                     | Ashley Bryant                         | Royaume-Uni                           | 14,09m                                | 13,80m                                | x                                     | 14,09m                                | 734                                   |                                       | 2484                                  | 17                                    |
| 16                                    | A                                     | Maicel Uibo                           | Estonie                               | 13,34m                                | 14,08m                                | 13,80m                                | 14,08m                                | 733                                   |                                       | 2324                                  | 28                                    |
| 17                                    | A                                     | Zach Ziemek                           | États-Unis                            | 13,75m                                | 14,01m                                | x                                     | 14,01m                                | 729                                   | SB                                    | 2425                                  | 21                                    |
| 18                                    | A                                     | Karl Robert Saluri                    | Estonie                               | 13,91m                                | 13,98m                                | 13,98m                                | 13,98m                                | 727                                   |                                       | 2622                                  | 4                                     |
| 19                                    | A                                     | Jorge Ureña                           | Espagne                               | 13,74m                                | x                                     | 13,91m                                | 13,91m                                | 723                                   |                                       | 2470                                  | 18                                    |
| 20                                    | A                                     | Fredrik Samuelsson                    | Suède                                 | 13,68m                                | 13,82m                                | x                                     | 13,82m                                | 717                                   |                                       | 2365                                  | 26                                    |
| 21                                    | B                                     | Kai Kazmirek                          | Allemagne                             | 13,60m                                | 13,78m                                | 13,68m                                | 13,78m                                | 715                                   |                                       | 2566                                  | 8                                     |
| 22                                    | B                                     | Pau Tonnesen                          | Espagne                               | 13,30m                                | 13,76m                                | r                                     | 13,76m                                | 714                                   |                                       | 2382                                  | 24                                    |
| 23                                    | A                                     | Ilya Shkurenev                        | Athlètes Neutres Autorisés (ANA)      | 13,38m                                | 13,48m                                | 13,39m                                | 13,48m                                | 697                                   |                                       | 2485                                  | 15                                    |
| 24                                    | B                                     | Damian Warner                         | Canada                                | 13,13m                                | x                                     | 13,45m                                | 13,45m                                | 695                                   |                                       | 2590                                  | 6                                     |
| 25                                    | B                                     | Keisuke Ushiro                        | Japon                                 | 13,43m                                | 13,23m                                | 13,22m                                | 13,43m                                | 693                                   |                                       | 2168                                  | 32                                    |
| 26                                    | A                                     | Larbi Bourrada                        | Algérie                               | 12,44m                                | 13,41m                                | 13,08m                                | 13,41m                                | 692                                   | SB                                    | 2464                                  | 19                                    |
| 27                                    | A                                     | Sutthisak Singkhon                    | Thaïlande                             | 13,34m                                | x                                     | x                                     | 13,34m                                | 688                                   |                                       | 2485                                  | 15                                    |
| 28                                    | A                                     | Thomas van der Plaetsen               | Belgique                              | 11,99m                                | x                                     | 13,03m                                | 13,03m                                | 669                                   | SB                                    | 2288                                  | 31                                    |
| 29                                    | A                                     | Mihail Dudaš                          | Serbie                                | 12,68m                                | 12,95m                                | 13,02m                                | 13,02m                                | 668                                   |                                       | 2510                                  | 13                                    |
| 30                                    | A                                     | Dominik Distelberger                  | Autriche                              | 12,77m                                | x                                     | 12,93m                                | 12,93m                                | 663                                   |                                       | 2357                                  | 27                                    |
| 31                                    | A                                     | Akihiko Nakamura                      | Japon                                 | 11,25m                                | x                                     | 11,37m                                | 11,37m                                | 568                                   |                                       | 2296                                  | 30                                    |
| 32                                    | A                                     | Cedric Dubler                         | Australie                             | 11,18m                                | 11,24m                                | 11,36m                                | 11,36m                                | 568                                   | SB                                    | 2298                                  | 29                                    |
| —                                     | B                                     | Luiz Alberto de Araújo                | Brésil                                |                                       |                                       |                                       | DNS                                   |                                       |                                       | DNF                                   | —                                     |

#### Saut en hauteur
| Résultats détaillés - Saut en hauteur | Résultats détaillés - Saut en hauteur | Résultats détaillés - Saut en hauteur | Résultats détaillés - Saut en hauteur | Résultats détaillés - Saut en hauteur | Résultats détaillés - Saut en hauteur | Résultats détaillés - Saut en hauteur | Résultats détaillés - Saut en hauteur | Résultats détaillés - Saut en hauteur | Résultats détaillés - Saut en hauteur | Résultats détaillés - Saut en hauteur | Résultats détaillés - Saut en hauteur | Résultats détaillés - Saut en hauteur | Résultats détaillés - Saut en hauteur | Résultats détaillés - Saut en hauteur | Résultats détaillés - Saut en hauteur | Résultats détaillés - Saut en hauteur | Résultats détaillés - Saut en hauteur | Résultats détaillés - Saut en hauteur | Résultats détaillés - Saut en hauteur | Résultats détaillés - Saut en hauteur | Résultats détaillés - Saut en hauteur | Résultats détaillés - Saut en hauteur |
| Rang                                  | Groupe                                | Athlète                               | Nationalité                           | 1,78m                                 | 1,81m                                 | 1,84m                                 | 1,8m                                  | 1,90m                                 | 1,93m                                 | 1,96m                                 | 1,99m                                 | 2,02m                                 | 2,05m                                 | 2,08m                                 | 2,11m                                 | 2,14m                                 | Résultat                              | Points                                | Notes                                 | Classement                            | Classement                            |                                       |
| Rang                                  | Groupe                                | Athlète                               | Nationalité                           | 1,78m                                 | 1,81m                                 | 1,84m                                 | 1,8m                                  | 1,90m                                 | 1,93m                                 | 1,96m                                 | 1,99m                                 | 2,02m                                 | 2,05m                                 | 2,08m                                 | 2,11m                                 | 2,14m                                 | Résultat                              | Points                                | Notes                                 | Points                                | Rang                                  |                                       |
| ------------------------------------- | ------------------------------------- | ------------------------------------- | ------------------------------------- | ------------------------------------- | ------------------------------------- | ------------------------------------- | ------------------------------------- | ------------------------------------- | ------------------------------------- | ------------------------------------- | ------------------------------------- | ------------------------------------- | ------------------------------------- | ------------------------------------- | ------------------------------------- | ------------------------------------- | ------------------------------------- | ------------------------------------- | ------------------------------------- | ------------------------------------- | ------------------------------------- | ------------------------------------- |
| 1                                     | A                                     | Kai Kazmirek                          | Allemagne                             | –                                     | –                                     | –                                     | –                                     | –                                     | –                                     | o                                     | –                                     | –                                     | o                                     | xo                                    | o                                     | 3 x                                   | 2,11m                                 | 906                                   | SB                                    | 3472                                  | 2                                     |                                       |
| 2                                     | A                                     | Pau Tonnesen                          | Espagne                               | –                                     | –                                     | –                                     | –                                     | –                                     | –                                     | o                                     | o                                     | o                                     | o                                     | o                                     |                                       |                                       | 2,08m                                 | 878                                   |                                       | 3260                                  | 16                                    |                                       |
| 3                                     | A                                     | Ilya Shkurenev                        | Athlètes Neutres Autorisés (ANA)      | –                                     | –                                     | –                                     | –                                     | –                                     | –                                     | xo                                    | o                                     | o                                     | xo                                    | o                                     | 3 X                                   |                                       | 2,08m                                 | 878                                   |                                       | 3363                                  | 9                                     |                                       |
| 3                                     | A                                     | Jorge Ureña                           | Espagne                               | –                                     | –                                     | –                                     | –                                     | o                                     | –                                     | o                                     | o                                     | o                                     | xxo                                   | o                                     | 3 X                                   |                                       | 2,08m                                 | 878                                   |                                       | 3348                                  | 11                                    |                                       |
| 5                                     | A                                     | Cedric Dubler                         | Australie                             | –                                     | –                                     | –                                     | –                                     | –                                     | –                                     | –                                     | o                                     | –                                     | xo                                    | xo                                    | 3 X                                   |                                       | 2,08m                                 | 878                                   |                                       | 3176                                  | 22                                    |                                       |
| 5                                     | A                                     | Kévin Mayer                           | France                                | –                                     | –                                     | –                                     | –                                     | –                                     | –                                     | o                                     | o                                     | xo                                    | o                                     | xo                                    | 3 X                                   |                                       | 2,08m                                 | 878                                   |                                       | 3581                                  | 1                                     |                                       |
| 7                                     | A                                     | Kurt Felix                            | Grenade                               | –                                     | –                                     | –                                     | –                                     | –                                     | –                                     | o                                     | –                                     | o                                     | o                                     | xxo                                   | 3 X                                   |                                       | 2,08m                                 | 878                                   |                                       | 3436                                  | 5                                     |                                       |
| 8                                     | A                                     | Janek Õiglane                         | Estonie                               | –                                     | –                                     | –                                     | –                                     | o                                     | o                                     | o                                     | o                                     | o                                     | xo                                    | 3 X                                   |                                       |                                       | 2,05m                                 | 850                                   | PB                                    | 3384                                  | 8                                     |                                       |
| 9                                     | A                                     | Maicel Uibo                           | Estonie                               | –                                     | –                                     | –                                     | –                                     | –                                     | –                                     | o                                     | –                                     | –                                     | 3 X                                   |                                       |                                       |                                       | 2,02m                                 | 822                                   |                                       | 3146                                  | 25                                    |                                       |
| 10                                    | A                                     | Oleksiy Kasyanov                      | Ukraine                               | –                                     | –                                     | –                                     | –                                     | o                                     | o                                     | o                                     | xo                                    | xo                                    | 3 X                                   |                                       |                                       |                                       | 2,02m                                 | 822                                   |                                       | 3404                                  | 7                                     |                                       |
| 11                                    | A                                     | Mihail Dudaš                          | Serbie                                | –                                     | –                                     | o                                     | –                                     | o                                     | –                                     | o                                     | o                                     | xxo                                   | 3 X                                   |                                       |                                       |                                       | 2,02m                                 | 822                                   |                                       | 3332                                  | 13                                    |                                       |
| 11                                    | A                                     | Adam Sebastian Helcelet               | République tchèque                    | –                                     | –                                     | –                                     | –                                     | o                                     | o                                     | o                                     | o                                     | xxo                                   | 3 X                                   |                                       |                                       |                                       | 2,02m                                 | 822                                   |                                       | 3205                                  | 20                                    |                                       |
| 13                                    | A                                     | Damian Warner                         | Canada                                | –                                     | –                                     | –                                     | –                                     | o                                     | o                                     | xo                                    | o                                     | xxo                                   | 3 X                                   |                                       |                                       |                                       | 2,02m                                 | 822                                   |                                       | 3412                                  | 6                                     |                                       |
| 14                                    | A                                     | Lindon Victor                         | Grenade                               | –                                     | –                                     | –                                     | –                                     | –                                     | o                                     | o                                     | o                                     | 3 X                                   |                                       |                                       |                                       |                                       | 1,99m                                 | 794                                   |                                       | 3345                                  | 12                                    |                                       |
| 15                                    | A                                     | Zach Ziemek                           | États-Unis                            | –                                     | –                                     | –                                     | –                                     | –                                     | –                                     | xo                                    | o                                     | 3 X                                   |                                       |                                       |                                       |                                       | 1,99m                                 | 794                                   |                                       | 3219                                  | 19                                    |                                       |
| 16                                    | B                                     | Trey Hardee                           | États-Unis                            | –                                     | –                                     | –                                     | –                                     | o                                     | –                                     | xo                                    | xo                                    | 3 X                                   |                                       |                                       |                                       |                                       | 1,99m                                 | 794                                   | SB                                    | 3441                                  | 4                                     |                                       |
| 17                                    | B                                     | Rico Freimuth                         | Allemagne                             | –                                     | –                                     | o                                     | o                                     | xo                                    | o                                     | xo                                    | xo                                    | 3 X                                   |                                       |                                       |                                       |                                       | 1,99m                                 | 794                                   |                                       | 3472                                  | 2                                     |                                       |
| 18                                    | B                                     | Thomas van der Plaetsen               | Belgique                              | –                                     | –                                     | –                                     | –                                     | o                                     | –                                     | o                                     | 3 X                                   |                                       |                                       |                                       |                                       |                                       | 1,96m                                 | 767                                   |                                       | 3055                                  | 28                                    |                                       |
| 19                                    | B                                     | Keisuke Ushiro                        | Japon                                 | –                                     | –                                     | o                                     | o                                     | o                                     | xo                                    | o                                     | 3 X                                   |                                       |                                       |                                       |                                       |                                       | 1,96m                                 | 767                                   | SB                                    | 2935                                  | 30                                    |                                       |
| 19                                    | B                                     | Ashley Bryant                         | Royaume-Uni                           | –                                     | –                                     | o                                     | o                                     | xo                                    | o                                     | o                                     | 3 X                                   |                                       |                                       |                                       |                                       |                                       | 1,96m                                 | 767                                   |                                       | 3251                                  | 17                                    |                                       |
| 21                                    | B                                     | Akihiko Nakamura                      | Japon                                 | –                                     | –                                     | o                                     | o                                     | o                                     | xo                                    | xo                                    | 3 X                                   |                                       |                                       |                                       |                                       |                                       | 1,96m                                 | 767                                   | SB                                    | 3063                                  | 27                                    |                                       |
| 21                                    | B                                     | Bastien Auzeil                        | France                                | –                                     | –                                     | –                                     | –                                     | xo                                    | o                                     | xo                                    | 3 X                                   |                                       |                                       |                                       |                                       |                                       | 1,96m                                 | 767                                   |                                       | 3138                                  | 26                                    |                                       |
| 23                                    | B                                     | Devon Williams                        | États-Unis                            | –                                     | –                                     | –                                     | o                                     | o                                     | xxo                                   | xxo                                   | 3 X                                   |                                       |                                       |                                       |                                       |                                       | 1,96m                                 | 767                                   |                                       | 3118                                  | 14                                    |                                       |
| 24                                    | A                                     | Pieter Braun                          | Pays-Bas                              | –                                     | –                                     | –                                     | –                                     | xxo                                   | o                                     | 3 X                                   |                                       |                                       |                                       |                                       |                                       |                                       | 1,93m                                 | 740                                   |                                       | 3164                                  | 24                                    |                                       |
| 25                                    | B                                     | Martin Roe                            | Norvège                               | –                                     | o                                     | o                                     | o                                     | o                                     | xo                                    | 3 X                                   |                                       |                                       |                                       |                                       |                                       |                                       | 1,93m                                 | 740                                   |                                       | 3361                                  | 10                                    |                                       |
| 26                                    | B                                     | Eelco Sintnicolaas                    | Pays-Bas                              | –                                     | o                                     | –                                     | o                                     | o                                     | 3 X                                   |                                       |                                       |                                       |                                       |                                       |                                       |                                       | 1,90m                                 | 714                                   |                                       | 3220                                  | 18                                    |                                       |
| 26                                    | B                                     | Mathias Brugger                       | Allemagne                             | –                                     | –                                     | –                                     | –                                     | o                                     | 3 X                                   |                                       |                                       |                                       |                                       |                                       |                                       |                                       | 1,90m                                 | 714                                   |                                       | 3175                                  | 23                                    |                                       |
| 26                                    | A                                     | Larbi Bourrada                        | Algérie                               | –                                     | –                                     | –                                     | –                                     | o                                     | r                                     |                                       |                                       |                                       |                                       |                                       |                                       |                                       | 1,90m                                 | 714                                   |                                       | 3178                                  | 21                                    |                                       |
| 29                                    | A                                     | Dominik Distelberger                  | Autriche                              | –                                     | –                                     | o                                     | o                                     | 3 X                                   |                                       |                                       |                                       |                                       |                                       |                                       |                                       |                                       | 1,87m                                 | 687                                   |                                       | 3044                                  | 29                                    |                                       |
| 30                                    | A                                     | Karl Robert Saluri                    | Estonie                               | –                                     | o                                     | o                                     | 3 X                                   |                                       |                                       |                                       |                                       |                                       |                                       |                                       |                                       |                                       | 1,84m                                 | 661                                   |                                       | 3283                                  | 15                                    |                                       |
| —                                     | A                                     | Fredrik Samuelsson                    | Suède                                 |                                       |                                       |                                       |                                       |                                       |                                       |                                       |                                       |                                       |                                       |                                       |                                       |                                       | DNS                                   | 0                                     |                                       | DNF                                   | —                                     |                                       |
| —                                     | B                                     | Sutthisak Singkhon                    | Thaïlande                             |                                       |                                       |                                       |                                       |                                       |                                       |                                       |                                       |                                       |                                       |                                       |                                       |                                       | DNS                                   | 0                                     |                                       | DNF                                   | —                                     |                                       |

#### 400 mètres
| Résultats détaillés - 400 mètres | Résultats détaillés - 400 mètres | Résultats détaillés - 400 mètres | Résultats détaillés - 400 mètres | Résultats détaillés - 400 mètres | Résultats détaillés - 400 mètres | Résultats détaillés - 400 mètres | Résultats détaillés - 400 mètres | Résultats détaillés - 400 mètres |
| Rang                             | Série                            | Athlète                          | Nationalité                      | Résultat                         | Points                           | Notes                            | Classement                       | Classement                       |
| Rang                             | Série                            | Athlète                          | Nationalité                      | Résultat                         | Points                           | Notes                            | Points                           | Rang                             |
| -------------------------------- | -------------------------------- | -------------------------------- | -------------------------------- | -------------------------------- | -------------------------------- | -------------------------------- | -------------------------------- | -------------------------------- |
| 1                                | 4                                | Kai Kazmirek                     | Allemagne                        | 47 s 19                          | 949                              | SB                               | 4421                             | 2                                |
| 2                                | 4                                | Damian Warner                    | Canada                           | 47 s 47                          | 935                              | SB                               | 4347                             | 4                                |
| 3                                | 4                                | Karl Robert Saluri               | Estonie                          | 47 s 76                          | 921                              |                                  | 4204                             | 14                               |
| 4                                | 1                                | Mihail Dudaš                     | Serbie                           | 48 s 08                          | 905                              |                                  | 4237                             | 8                                |
| 5                                | 4                                | Devon Williams                   | États-Unis                       | 48 s 11                          | 904                              | PB                               | 4222                             | 11                               |
| 6                                | 4                                | Dominik Distelberger             | Autriche                         | 48 s 13                          | 903                              | SB                               | 3947                             | 23                               |
| 7                                | 1                                | Kévin Mayer                      | France                           | 48 s 26                          | 897                              | PB                               | 4478                             | 1                                |
| 8                                | 2                                | Cedric Dubler                    | Australie                        | 48 s 31                          | 894                              | SB                               | 4070                             | 18                               |
| 9                                | 3                                | Rico Freimuth                    | Allemagne                        | 48 s 41                          | 889                              | SB                               | 4321                             | 3                                |
| 10                               | 2                                | Pieter Braun                     | Pays-Bas                         | 48 s 54                          | 883                              | SB                               | 4047                             | 19                               |
| 11                               | 3                                | Oleksiy Kasyanov                 | Ukraine                          | 48 s 64                          | 878                              | SB                               | 4282                             | 7                                |
| 12                               | 2                                | Jorge Ureña                      | Espagne                          | 48 s 72                          | 875                              | PB                               | 4223                             | 9                                |
| 13                               | 3                                | Eelco Sintnicolaas               | Pays-Bas                         | 48 s 73                          | 953                              |                                  | 4094                             | 17                               |
| 14                               | 2                                | Trey Hardee                      | États-Unis                       | 48 s 78                          | 872                              | SB                               | 4313                             | 5                                |
| 15                               | 3                                | Akihiko Nakamura                 | Japon                            | 48 s 98                          | 862                              |                                  | 3925                             | 26                               |
| 16                               | 3                                | Ilya Shkurenev                   | Athlètes Neutres Autorisés (ANA) | 49 s 02                          | 860                              |                                  | 4223                             | 9                                |
| 17                               | 2                                | Martin Roe                       | Norvège                          | 49 s 09 (.086 ms)                | 857                              | SB                               | 4218                             | 12                               |
| 18                               | 3                                | Kurt Felix                       | Grenade                          | 49 s 09 (.088 ms)                | 857                              | SB                               | 4293                             | 6                                |
| 19                               | 2                                | Ashley Bryant                    | Royaume-Uni                      | 49 s 24                          | 850                              | SB                               | 4101                             | 16                               |
| 20                               | 4                                | Lindon Victor                    | Grenade                          | 49 s 30                          | 847                              | SB                               | 4192                             | 15                               |
| 21                               | 2                                | Adam Sebastian Helcelet          | République tchèque               | 49 s 51                          | 837                              |                                  | 4042                             | 20                               |
| 22                               | 1                                | Janek Õiglane                    | Estonie                          | 49 s 58                          | 834                              | PB                               | 4218                             | 12                               |
| 23                               | 2                                | Zach Ziemek                      | États-Unis                       | 50 s 32                          | 800                              | SB                               | 4019                             | 22                               |
| 24                               | 1                                | Bastien Auzeil                   | France                           | 50 s 36                          | 798                              | SB                               | 3936                             | 24                               |
| 25                               | 1                                | Maicel Uibo                      | Estonie                          | 50 s 61                          | 787                              | SB                               | 3933                             | 25                               |
| 26                               | 1                                | Pau Tonnesen                     | Espagne                          | 50 s 85                          | 776                              | SB                               | 4036                             | 21                               |
| 27                               | 1                                | Keisuke Ushiro                   | Japon                            | 51 s 43                          | 750                              | SB                               | 3685                             | 27                               |
| —                                | 4                                | Mathias Brugger                  | Allemagne                        | DNS                              | 0                                |                                  | DNF                              | —                                |
| —                                | 3                                | Larbi Bourrada                   | Algérie                          | DNS                              | 0                                |                                  | DNF                              | —                                |
| —                                | 1                                | Thomas van der Plaetsen          | Belgique                         | DNS                              | 0                                |                                  | DNF                              | —                                |

#### 110 mètres haies
| Résultats détaillés - 110 mètres haies | Résultats détaillés - 110 mètres haies | Résultats détaillés - 110 mètres haies | Résultats détaillés - 110 mètres haies | Résultats détaillés - 110 mètres haies | Résultats détaillés - 110 mètres haies | Résultats détaillés - 110 mètres haies | Résultats détaillés - 110 mètres haies | Résultats détaillés - 110 mètres haies |
| Rang                                   | Série                                  | Athlète                                | Nationalité                            | Résultat                               | Points                                 | Notes                                  | Classement                             | Classement                             |
| Rang                                   | Série                                  | Athlète                                | Nationalité                            | Résultat                               | Points                                 | Notes                                  | Points                                 | Rang                                   |
| -------------------------------------- | -------------------------------------- | -------------------------------------- | -------------------------------------- | -------------------------------------- | -------------------------------------- | -------------------------------------- | -------------------------------------- | -------------------------------------- |
| 1                                      | 4                                      | Damian Warner                          | Canada                                 | 13 s 65                                | 1023                                   |                                        | 5370                                   | 3                                      |
| 2                                      | 4                                      | Rico Freimuth                          | Allemagne                              | 13 s 68                                | 1016                                   | SB                                     | 5377                                   | 2                                      |
| 3                                      | 4                                      | Kévin Mayer                            | France                                 | 13 s 75                                | 1007                                   | PB                                     | 5485                                   | 1                                      |
| 4                                      | 4                                      | Oleksiy Kasyanov                       | Ukraine                                | 14 s 05                                | 968                                    |                                        | 5250                                   | 5                                      |
| 5                                      | 3                                      | Jorge Ureña                            | Espagne                                | 14 s 15                                | 955                                    | SB                                     | 5178                                   | 7                                      |
| 6                                      | 4                                      | Devon Williams                         | États-Unis                             | 14 s 27                                | 940                                    |                                        | 5162                                   | 8                                      |
| 7                                      | 3                                      | Eelco Sintnicolaas                     | Pays-Bas                               | 14 s 32                                | 934                                    |                                        | 5028                                   | 11                                     |
| 8                                      | 3                                      | Adam Sebastian Helcelet                | République tchèque                     | 14 s 38                                | 928                                    |                                        | 4968                                   | 15                                     |
| 9                                      | 3                                      | Akihiko Nakamura                       | Japon                                  | 14 s 43                                | 920                                    |                                        | 4845                                   | 20                                     |
| 10                                     | 1                                      | Janek Õiglane                          | Estonie                                | 14 s 56                                | 903                                    | SB                                     | 5121                                   | 9                                      |
| 11                                     | 2                                      | Pau Tonnesen                           | Espagne                                | 14 s 57                                | 902                                    |                                        | 4938                                   | 16                                     |
| 12                                     | 3                                      | Dominik Distelberger                   | Autriche                               | 14 s 59 (.587 ms)                      | 900                                    |                                        | 4847                                   | 19                                     |
| 13                                     | 2                                      | Bastien Auzeil                         | France                                 | 14 s 59 (.588 ms)                      | 900                                    | SB                                     | 4836                                   | 21                                     |
| 14                                     | 2                                      | Kai Kazmirek                           | Allemagne                              | 14 s 66                                | 891                                    |                                        | 5312                                   | 4                                      |
| 15                                     | 2                                      | Pieter Braun                           | Pays-Bas                               | 14 s 67                                | 890                                    |                                        | 4937                                   | 17                                     |
| 16                                     | 1                                      | Kurt Felix                             | Grenade                                | 14 s 68                                | 889                                    | SB                                     | 5182                                   | 6                                      |
| 17                                     | 2                                      | Ashley Bryant                          | Royaume-Uni                            | 14 s 75                                | 880                                    |                                        | 4981                                   | 14                                     |
| 18                                     | 1                                      | Maicel Uibo                            | Estonie                                | 14 s 90                                | 862                                    |                                        | 4795                                   | 23                                     |
| 19                                     | 3                                      | Cedric Dubler                          | Australie                              | 14 s 92                                | 859                                    |                                        | 4929                                   | 18                                     |
| 20                                     | 1                                      | Martin Roe                             | Norvège                                | 15 s 15                                | 831                                    | PB                                     | 5049                                   | 10                                     |
| 21                                     | 1                                      | Keisuke Ushiro                         | Japon                                  | 15 s 35                                | 805                                    |                                        | 4493                                   | 24                                     |
| 22                                     | 1                                      | Karl Robert Saluri                     | Estonie                                | 15 s 36 (.351 ms)                      | 804                                    |                                        | 5011                                   | 12                                     |
| 22                                     | 2                                      | Lindon Victor                          | Grenade                                | 15 s 36 (.351 ms)                      | 804                                    |                                        | 4999                                   | 13                                     |
| 22                                     | 3                                      | Zach Ziemek                            | États-Unis                             | 15 s 36 (.351 ms)                      | 804                                    |                                        | 4826                                   | 22                                     |
| —                                      | 2                                      | Mihail Dudaš                           | Serbie                                 | DQ                                     | 0                                      |                                        | 4237                                   | 26                                     |
| —                                      | 4                                      | Ilya Shkurenev                         | Athlètes Neutres Autorisés (ANA)       | DQ                                     | 0                                      |                                        | 4223                                   | 27                                     |
| —                                      | 4                                      | Trey Hardee                            | États-Unis                             | DQ                                     | 0                                      |                                        | 4313                                   | 25                                     |

#### Lancer du disque
| Résultats détaillés - Lancer du disque | Résultats détaillés - Lancer du disque | Résultats détaillés - Lancer du disque | Résultats détaillés - Lancer du disque | Résultats détaillés - Lancer du disque | Résultats détaillés - Lancer du disque | Résultats détaillés - Lancer du disque | Résultats détaillés - Lancer du disque | Résultats détaillés - Lancer du disque | Résultats détaillés - Lancer du disque | Résultats détaillés - Lancer du disque | Résultats détaillés - Lancer du disque |
| Rang                                   | Groupe                                 | Athlète                                | Nationalité                            | Lancer                                 | Lancer                                 | Lancer                                 | Résultat                               | Points                                 | Notes                                  | Classement                             | Classement                             |
| Rang                                   | Groupe                                 | Athlète                                | Nationalité                            | 1                                      | 2                                      | 3                                      | Résultat                               | Points                                 | Notes                                  | Points                                 | Rang                                   |
| -------------------------------------- | -------------------------------------- | -------------------------------------- | -------------------------------------- | -------------------------------------- | -------------------------------------- | -------------------------------------- | -------------------------------------- | -------------------------------------- | -------------------------------------- | -------------------------------------- | -------------------------------------- |
| 1                                      | B                                      | Rico Freimuth                          | Allemagne                              | 44,71m                                 | 51,17m                                 | r                                      | 51,17m                                 | 895                                    |                                        | 6272                                   | 2                                      |
| 2                                      | B                                      | Oleksiy Kasyanov                       | Ukraine                                | 45,34m                                 | 47,43m                                 | 48,79m                                 | 48,79m                                 | 845                                    | SB                                     | 6095                                   | 3                                      |
| 3                                      | B                                      | Martin Roe                             | Norvège                                | 40,06m                                 | 48,24m                                 | x                                      | 48,24m                                 | 834                                    |                                        | 5883                                   | 8                                      |
| 4                                      | A                                      | Maicel Uibo                            | Estonie                                | 45,65m                                 | 47,88m                                 | 46,21m                                 | 47,88m                                 | 826                                    |                                        | 5621                                   | 19                                     |
| 5                                      | B                                      | Keisuke Ushiro                         | Japon                                  | 45,45m                                 | 47,64m                                 | 43,02m                                 | 47,64m                                 | 821                                    | SB                                     | 5314                                   | 23                                     |
| 6                                      | A                                      | Zach Ziemek                            | États-Unis                             | 41,10m                                 | 47,32m                                 | 46,92m                                 | 47,32m                                 | 815                                    | SB                                     | 5641                                   | 17                                     |
| 7                                      | A                                      | Kévin Mayer                            | France                                 | x                                      | 47,14m                                 | x                                      | 47,14m                                 | 811                                    |                                        | 6296                                   | 1                                      |
| 8                                      | A                                      | Bastien Auzeil                         | France                                 | 46,86m                                 | x                                      | x                                      | 46,86m                                 | 805                                    | SB                                     | 5641                                   | 18                                     |
| 9                                      | B                                      | Kurt Felix                             | Grenade                                | x                                      | 45,39m                                 | x                                      | 45,39m                                 | 775                                    |                                        | 5957                                   | 6                                      |
| 10                                     | A                                      | Kai Kazmirek                           | Allemagne                              | 42,94m                                 | x                                      | 45,06m                                 | 45,06m                                 | 768                                    |                                        | 6080                                   | 4                                      |
| 11                                     | A                                      | Adam Sebastian Helcelet                | République tchèque                     | x                                      | 44,71m                                 | x                                      | 44,71m                                 | 761                                    | SB                                     | 5729                                   | 11                                     |
| 12                                     | B                                      | Devon Williams                         | États-Unis                             | 44,29m                                 | x                                      | x                                      | 44,29m                                 | 752                                    |                                        | 5914                                   | 7                                      |
| 13                                     | B                                      | Ashley Bryant                          | Royaume-Uni                            | 43,95m                                 | 43,23m                                 | 41,67m                                 | 43,95m                                 | 745                                    | SB                                     | 5726                                   | 12                                     |
| 14                                     | A                                      | Mihail Dudaš                           | Serbie                                 | 42,69m                                 | 41,94m                                 | 43,23m                                 | 43,23m                                 | 730                                    |                                        | 4967                                   | 25                                     |
| 15                                     | A                                      | Dominik Distelberger                   | Autriche                               | 41,99m                                 | 43,18m                                 | x                                      | 43,18m                                 | 729                                    | SB                                     | 5576                                   | 21                                     |
| 16                                     | A                                      | Pau Tonnesen                           | Espagne                                | x                                      | 31,34m                                 | 43,07m                                 | 43,07m                                 | 727                                    | SB                                     | 5665                                   | 15                                     |
| 17                                     | B                                      | Pieter Braun                           | Pays-Bas                               | 39,19m                                 | 39,71m                                 | 42,59m                                 | 42,59m                                 | 717                                    |                                        | 5654                                   | 16                                     |
| 18                                     | A                                      | Janek Õiglane                          | Estonie                                | 37,31m                                 | 42,11m                                 | 40,89m                                 | 42,11m                                 | 708                                    |                                        | 5829                                   | 9                                      |
| 19                                     | A                                      | Cedric Dubler                          | Australie                              | 37,34m                                 | 38,14m                                 | 40,85m                                 | 40,85m                                 | 682                                    | SB                                     | 5611                                   | 20                                     |
| 20                                     | B                                      | Damian Warner                          | Canada                                 | 36,91m                                 | x                                      | 40,67m                                 | 40,67m                                 | 678                                    |                                        | 6048                                   | 5                                      |
| 21                                     | B                                      | Karl Robert Saluri                     | Estonie                                | 36,75m                                 | x                                      | 40,43m                                 | 40,43m                                 | 673                                    |                                        | 5684                                   | 14                                     |
| 22                                     | A                                      | Eelco Sintnicolaas                     | Pays-Bas                               | 40,25m                                 | x                                      | x                                      | 40,25m                                 | 670                                    |                                        | 5698                                   | 13                                     |
| 23                                     | B                                      | Jorge Ureña                            | Espagne                                | 33,02m                                 | 36,33m                                 | x                                      | 36,33m                                 | 590                                    |                                        | 5768                                   | 10                                     |
| 24                                     | B                                      | Akihiko Nakamura                       | Japon                                  | 32,70m                                 | 32,82m                                 | 33,65m                                 | 33,65m                                 | 537                                    |                                        | 5382                                   | 22                                     |
| —                                      | B                                      | Lindon Victor                          | Grenade                                | x                                      | x                                      | x                                      | NM                                     | 0                                      |                                        | 4999                                   | 24                                     |
| —                                      | A                                      | Trey Hardee                            | États-Unis                             | x                                      | x                                      | x                                      | NM                                     | 0                                      |                                        | 4313                                   | 26                                     |
| —                                      | A                                      | Ilya Shkurenev                         | Athlètes Neutres Autorisés (ANA)       |                                        |                                        |                                        | DNS                                    |                                        |                                        | DNF                                    | —                                      |

#### Saut à la perche
| Résultats détaillés - Saut à la perche | Résultats détaillés - Saut à la perche | Résultats détaillés - Saut à la perche | Résultats détaillés - Saut à la perche | Résultats détaillés - Saut à la perche | Résultats détaillés - Saut à la perche | Résultats détaillés - Saut à la perche | Résultats détaillés - Saut à la perche | Résultats détaillés - Saut à la perche | Résultats détaillés - Saut à la perche | Résultats détaillés - Saut à la perche | Résultats détaillés - Saut à la perche | Résultats détaillés - Saut à la perche | Résultats détaillés - Saut à la perche | Résultats détaillés - Saut à la perche | Résultats détaillés - Saut à la perche | Résultats détaillés - Saut à la perche | Résultats détaillés - Saut à la perche | Résultats détaillés - Saut à la perche | Résultats détaillés - Saut à la perche | Résultats détaillés - Saut à la perche | Résultats détaillés - Saut à la perche | Résultats détaillés - Saut à la perche | Résultats détaillés - Saut à la perche | Résultats détaillés - Saut à la perche | Résultats détaillés - Saut à la perche | Résultats détaillés - Saut à la perche | Résultats détaillés - Saut à la perche |
| Rang                                   | Groupe                                 | Athlète                                | Nationalité                            | 3,80m                                  | 3,90m                                  | 4,00m                                  | 4,10m                                  | 4,20m                                  | 4,30m                                  | 4,40m                                  | 4,50m                                  | 4,60m                                  | 4,70m                                  | 4,80m                                  | 4,90m                                  | 5,00m                                  | 5,10m                                  | 5,20m                                  | 5,30m                                  | 5,40m                                  | 5,50m                                  | Résultat                               | Points                                 | Notes                                  | Classement                             | Classement                             |                                        |
| Rang                                   | Groupe                                 | Athlète                                | Nationalité                            | 3,80m                                  | 3,90m                                  | 4,00m                                  | 4,10m                                  | 4,20m                                  | 4,30m                                  | 4,40m                                  | 4,50m                                  | 4,60m                                  | 4,70m                                  | 4,80m                                  | 4,90m                                  | 5,00m                                  | 5,10m                                  | 5,20m                                  | 5,30m                                  | 5,40m                                  | 5,50m                                  | Résultat                               | Points                                 | Notes                                  | Points                                 | Rang                                   |                                        |
| -------------------------------------- | -------------------------------------- | -------------------------------------- | -------------------------------------- | -------------------------------------- | -------------------------------------- | -------------------------------------- | -------------------------------------- | -------------------------------------- | -------------------------------------- | -------------------------------------- | -------------------------------------- | -------------------------------------- | -------------------------------------- | -------------------------------------- | -------------------------------------- | -------------------------------------- | -------------------------------------- | -------------------------------------- | -------------------------------------- | -------------------------------------- | -------------------------------------- | -------------------------------------- | -------------------------------------- | -------------------------------------- | -------------------------------------- | -------------------------------------- | -------------------------------------- |
| 1                                      | A                                      | Pau Tonnesen                           | Espagne                                | —                                      | —                                      | —                                      | —                                      | —                                      | —                                      | —                                      | —                                      | —                                      | —                                      | —                                      | o                                      | —                                      | xo                                     | o                                      | xxo                                    | o                                      | 3 X                                    | 5,40m                                  | 1035                                   | SB                                     | 6700                                   | 9                                      |                                        |
| 2                                      | A                                      | Zach Ziemek                            | États-Unis                             | —                                      | —                                      | —                                      | —                                      | —                                      | —                                      | —                                      | —                                      | —                                      | —                                      | —                                      | —                                      | o                                      | o                                      | 3 X                                    |                                        |                                        |                                        | 5,10m                                  | 941                                    |                                        | 6582                                   | 14                                     |                                        |
| 3                                      | A                                      | Janek Õiglane                          | Estonie                                | —                                      | —                                      | —                                      | —                                      | —                                      | —                                      | —                                      | —                                      | —                                      | o                                      | —                                      | xo                                     | xo                                     | o                                      | 3 X                                    |                                        |                                        |                                        | 5,10m                                  | 941                                    | PB                                     | 6770                                   | 6                                      |                                        |
| 4                                      | A                                      | Kai Kazmirek                           | Allemagne                              | —                                      | —                                      | —                                      | —                                      | —                                      | —                                      | —                                      | —                                      | —                                      | —                                      | xo                                     | —                                      | xxo                                    | xo                                     | 3 X                                    |                                        |                                        |                                        | 5,10m                                  | 941                                    |                                        | 7021                                   | 3                                      |                                        |
| 5                                      | A                                      | Kévin Mayer                            | France                                 | —                                      | —                                      | —                                      | —                                      | —                                      | —                                      | —                                      | —                                      | —                                      | —                                      | —                                      | —                                      | —                                      | xxo                                    | —                                      | 3 X                                    |                                        |                                        | 5,10m                                  | 941                                    |                                        | 7237                                   | 1                                      |                                        |
| 6                                      | A                                      | Dominik Distelberger                   | Autriche                               | —                                      | —                                      | —                                      | —                                      | —                                      | —                                      | —                                      | —                                      | o                                      | —                                      | o                                      | —                                      | o                                      | 3 X                                    |                                        |                                        |                                        |                                        | 5,00m                                  | 910                                    |                                        | 6486                                   | 17                                     |                                        |
| 6                                      | B                                      | Karl Robert Saluri                     | Estonie                                | —                                      | —                                      | —                                      | —                                      | —                                      | —                                      | —                                      | —                                      | o                                      | —                                      | o                                      | o                                      | o                                      | 3 X                                    |                                        |                                        |                                        |                                        | 5,00m                                  | 910                                    | PB                                     | 6594                                   | 13                                     |                                        |
| 8                                      | B                                      | Jorge Ureña                            | Espagne                                | —                                      | —                                      | —                                      | —                                      | —                                      | —                                      | —                                      | —                                      | o                                      | —                                      | o                                      | xxo                                    | o                                      | 3 X                                    |                                        |                                        |                                        |                                        | 5,00m                                  | 910                                    | SB                                     | 6678                                   | 10                                     |                                        |
| 9                                      | A                                      | Cedric Dubler                          | Australie                              | —                                      | —                                      | —                                      | —                                      | —                                      | —                                      | —                                      | —                                      | —                                      | xo                                     | —                                      | xo                                     | 3 X                                    |                                        |                                        |                                        |                                        |                                        | 4,90m                                  | 880                                    |                                        | 6491                                   | 15                                     |                                        |
| 9                                      | A                                      | Adam Sebastian Helcelet                | République tchèque                     | —                                      | —                                      | —                                      | —                                      | —                                      | —                                      | —                                      | —                                      | o                                      | —                                      | xo                                     | xo                                     | 3 X                                    |                                        |                                        |                                        |                                        |                                        | 4,90m                                  | 880                                    |                                        | 6609                                   | 12                                     |                                        |
| 11                                     | A                                      | Bastien Auzeil                         | France                                 | —                                      | —                                      | —                                      | —                                      | —                                      | —                                      | —                                      | —                                      | xo                                     | —                                      | xo                                     | 3 X                                    |                                        |                                        |                                        |                                        |                                        |                                        | 4,80m                                  | 849                                    |                                        | 6490                                   | 16                                     |                                        |
| 11                                     | B                                      | Rico Freimuth                          | Allemagne                              | —                                      | —                                      | —                                      | —                                      | —                                      | —                                      | —                                      | —                                      | xo                                     | o                                      | xo                                     | 3 X                                    |                                        |                                        |                                        |                                        |                                        |                                        | 4,80m                                  | 849                                    |                                        | 7121                                   | 2                                      |                                        |
| 13                                     | B                                      | Damian Warner                          | Canada                                 | —                                      | —                                      | —                                      | —                                      | —                                      | —                                      | —                                      | —                                      | o                                      | o                                      | 3 X                                    |                                        |                                        |                                        |                                        |                                        |                                        |                                        | 4,70m                                  | 819                                    | SB                                     | 6867                                   | 5                                      |                                        |
| 13                                     | B                                      | Akihiko Nakamura                       | Japon                                  | —                                      | —                                      | —                                      | —                                      | —                                      | —                                      | —                                      | —                                      | o                                      | o                                      | 3 X                                    |                                        |                                        |                                        |                                        |                                        |                                        |                                        | 4,70m                                  | 819                                    |                                        | 6201                                   | 20                                     |                                        |
| 13                                     | B                                      | Oleksiy Kasyanov                       | Ukraine                                | —                                      | —                                      | —                                      | —                                      | —                                      | —                                      | —                                      | o                                      | o                                      | o                                      | 3 X                                    |                                        |                                        |                                        |                                        |                                        |                                        |                                        | 4,70m                                  | 819                                    | SB                                     | 6914                                   | 4                                      |                                        |
| 17                                     | B                                      | Pieter Braun                           | Pays-Bas                               | —                                      | —                                      | —                                      | —                                      | —                                      | —                                      | —                                      | —                                      | —                                      | xxo                                    | 3 X                                    |                                        |                                        |                                        |                                        |                                        |                                        |                                        | 4,70m                                  | 819                                    |                                        | 6473                                   | 18                                     |                                        |
| 18                                     | B                                      | Keisuke Ushiro                         | Japon                                  | —                                      | —                                      | —                                      | —                                      | —                                      | —                                      | —                                      | xo                                     | xo                                     | 3 X                                    |                                        |                                        |                                        |                                        |                                        |                                        |                                        |                                        | 4,60m                                  | 790                                    |                                        | 6104                                   | 21                                     |                                        |
| 19                                     | B                                      | Devon Williams                         | États-Unis                             | —                                      | —                                      | —                                      | —                                      | —                                      | —                                      | o                                      | o                                      | xxo                                    | 3 X                                    |                                        |                                        |                                        |                                        |                                        |                                        |                                        |                                        | 4,60m                                  | 790                                    |                                        | 6704                                   | 8                                      |                                        |
| 20                                     | B                                      | Martin Roe                             | Norvège                                | —                                      | —                                      | o                                      | —                                      | o                                      | o                                      | o                                      | o                                      | 3 X                                    |                                        |                                        |                                        |                                        |                                        |                                        |                                        |                                        |                                        | 4,50m                                  | 760                                    | SB                                     | 6643                                   | 11                                     |                                        |
| 21                                     | B                                      | Kurt Felix                             | Grenade                                | —                                      | —                                      | —                                      | —                                      | —                                      | xxo                                    | o                                      | xo                                     | 3 X                                    |                                        |                                        |                                        |                                        |                                        |                                        |                                        |                                        |                                        | 4,50m                                  | 760                                    | SB                                     | 6717                                   | 7                                      |                                        |
| 22                                     | B                                      | Ashley Bryant                          | Royaume-Uni                            | —                                      | —                                      | —                                      | —                                      | o                                      | xo                                     | 3 X                                    |                                        |                                        |                                        |                                        |                                        |                                        |                                        |                                        |                                        |                                        |                                        | 4,30m                                  | 702                                    |                                        | 6428                                   | 19                                     |                                        |
| —                                      | A                                      | Maicel Uibo                            | Estonie                                | —                                      | —                                      | —                                      | —                                      | —                                      | —                                      | —                                      | —                                      | —                                      | —                                      | —                                      | xxr                                    |                                        |                                        |                                        |                                        |                                        |                                        | NM                                     | 0                                      |                                        | 5621                                   | 23                                     |                                        |
| —                                      | B                                      | Lindon Victor                          | Grenade                                | xr                                     | —                                      | —                                      | —                                      | —                                      |                                        |                                        |                                        |                                        |                                        |                                        |                                        |                                        |                                        |                                        |                                        |                                        |                                        | NM                                     | 0                                      |                                        | 4999                                   | 24                                     |                                        |
| —                                      | A                                      | Eelco Sintnicolaas                     | Pays-Bas                               |                                        |                                        |                                        |                                        |                                        |                                        |                                        |                                        |                                        |                                        |                                        |                                        |                                        |                                        |                                        |                                        |                                        |                                        | DNS                                    |                                        |                                        | DNF                                    | —                                      |                                        |
| —                                      | A                                      | Mihail Dudaš                           | Serbie                                 |                                        |                                        |                                        |                                        |                                        |                                        |                                        |                                        |                                        |                                        |                                        |                                        |                                        |                                        |                                        |                                        |                                        |                                        | DNS                                    |                                        |                                        | DNF                                    | —                                      |                                        |
| —                                      | A                                      | Trey Hardee                            | États-Unis                             |                                        |                                        |                                        |                                        |                                        |                                        |                                        |                                        |                                        |                                        |                                        |                                        |                                        |                                        |                                        |                                        |                                        |                                        | DNS                                    |                                        |                                        | DNF                                    | —                                      |                                        |

#### Lancer du javelot
| Résultats détaillés - Lancer du javelot | Résultats détaillés - Lancer du javelot | Résultats détaillés - Lancer du javelot | Résultats détaillés - Lancer du javelot | Résultats détaillés - Lancer du javelot | Résultats détaillés - Lancer du javelot | Résultats détaillés - Lancer du javelot | Résultats détaillés - Lancer du javelot | Résultats détaillés - Lancer du javelot | Résultats détaillés - Lancer du javelot | Résultats détaillés - Lancer du javelot | Résultats détaillés - Lancer du javelot |
| Rang                                    | Groupe                                  | Athlète                                 | Nationalité                             | Lancer                                  | Lancer                                  | Lancer                                  | Résultat                                | Points                                  | Notes                                   | Classement                              | Classement                              |
| Rang                                    | Groupe                                  | Athlète                                 | Nationalité                             | 1                                       | 2                                       | 3                                       | Résultat                                | Points                                  | Notes                                   | Points                                  | Rang                                    |
| --------------------------------------- | --------------------------------------- | --------------------------------------- | --------------------------------------- | --------------------------------------- | --------------------------------------- | --------------------------------------- | --------------------------------------- | --------------------------------------- | --------------------------------------- | --------------------------------------- | --------------------------------------- |
| 1                                       | B                                       | Janek Õiglane                           | Estonie                                 | 69,01m                                  | 71,73m                                  | 70,68m                                  | 71,73m                                  | 916                                     | PB                                      | 7686                                    | 4                                       |
| 2                                       | A                                       | Adam Sebastian Helcelet                 | République tchèque                      | 71,56m                                  | 69,37m                                  | 68,29m                                  | 71,56m                                  | 913                                     | PB                                      | 7522                                    | 7                                       |
| 3                                       | A                                       | Ashley Bryant                           | Royaume-Uni                             | 66,76m                                  | 61,82m                                  | 67,97m                                  | 67,97m                                  | 858                                     | SB                                      | 7286                                    | 15                                      |
| 4                                       | B                                       | Kévin Mayer                             | France                                  | 66,10m                                  | —                                       | x                                       | 66,10m                                  | 830                                     |                                         | 8067                                    | 1                                       |
| 5                                       | B                                       | Kurt Felix                              | Grenade                                 | 64,32m                                  | 64,64m                                  | x                                       | 64,64m                                  | 808                                     |                                         | 7525                                    | 6                                       |
| 6                                       | A                                       | Keisuke Ushiro                          | Japon                                   | 63,28m                                  | 60,82m                                  | 63,04m                                  | 63,28m                                  | 787                                     |                                         | 6891                                    | 20                                      |
| 7                                       | B                                       | Kai Kazmirek                            | Allemagne                               | 62,45m                                  | 60,51m                                  | 57,90m                                  | 62,45m                                  | 775                                     | SB                                      | 7796                                    | 3                                       |
| 8                                       | B                                       | Rico Freimuth                           | Allemagne                               | 62,34m                                  | 61,89m                                  | 60,25m                                  | 62,34m                                  | 773                                     | SB                                      | 7894                                    | 2                                       |
| 9                                       | A                                       | Bastien Auzeil                          | France                                  | 60,38m                                  | x                                       | x                                       | 60,38m                                  | 750                                     |                                         | 7240                                    | 16                                      |
| 10                                      | B                                       | Pieter Braun                            | Pays-Bas                                | 52,82m                                  | 59,26m                                  | x                                       | 59,26m                                  | 727                                     |                                         | 7200                                    | 17                                      |
| 11                                      | A                                       | Zach Ziemek                             | États-Unis                              | 51,05m                                  | 53,63m                                  | 58,35m                                  | 58,35m                                  | 713                                     | SB                                      | 7295                                    | 13                                      |
| 12                                      | A                                       | Martin Roe                              | Norvège                                 | 57,38m                                  | 58,30m                                  | 58,29m                                  | 58,30m                                  | 712                                     |                                         | 7355                                    | 12                                      |
| 13                                      | A                                       | Devon Williams                          | États-Unis                              | 49,86m                                  | 57,93m                                  | 56,52m                                  | 57,93m                                  | 707                                     |                                         | 7411                                    | 9                                       |
| 14                                      | B                                       | Karl Robert Saluri                      | Estonie                                 | 57,06m                                  | 55,62m                                  | 57,12m                                  | 57,12m                                  | 695                                     |                                         | 7289                                    | 14                                      |
| 15                                      | B                                       | Damian Warner                           | Canada                                  | 54,66m                                  | 56,63m                                  | x                                       | 56,63m                                  | 687                                     |                                         | 7554                                    | 5                                       |
| 16                                      | A                                       | Dominik Distelberger                    | Autriche                                | 56,46m                                  | x                                       | x                                       | 56,46m                                  | 685                                     |                                         | 7171                                    | 18                                      |
| 17                                      | B                                       | Jorge Ureña                             | Espagne                                 | 56,06m                                  | 55,01m                                  | x                                       | 56,06m                                  | 679                                     |                                         | 7357                                    | 11                                      |
| 18                                      | A                                       | Pau Tonnesen                            | Espagne                                 | 55,13m                                  | x                                       | x                                       | 55,13m                                  | 665                                     |                                         | 7365                                    | 10                                      |
| 19                                      | B                                       | Akihiko Nakamura                        | Japon                                   | 53,38m                                  | 49,84m                                  | 54,22m                                  | 54,22m                                  | 651                                     | SB                                      | 6852                                    | 21                                      |
| 20                                      | A                                       | Cedric Dubler                           | Australie                               | 51,82m                                  | 51,5m                                   | 52,10m                                  | 52,10m                                  | 620                                     |                                         | 7111                                    | 19                                      |
| 21                                      | B                                       | Oleksiy Kasyanov                        | Ukraine                                 | 48,63m                                  | 50,82m                                  | x                                       | 50,82m                                  | 601                                     |                                         | 7515                                    | 8                                       |
| —                                       |                                         | Lindon Victor                           | Grenade                                 |                                         |                                         |                                         | DNS                                     |                                         |                                         | DNF                                     | —                                       |
| —                                       |                                         | Maicel Uibo                             | Estonie                                 |                                         |                                         |                                         | DNS                                     |                                         |                                         | DNF                                     | —                                       |

#### 1500 mètres
| Résultats détaillés - 1500 mètres | Résultats détaillés - 1500 mètres | Résultats détaillés - 1500 mètres | Résultats détaillés - 1500 mètres | Résultats détaillés - 1500 mètres | Résultats détaillés - 1500 mètres | Résultats détaillés - 1500 mètres | Résultats détaillés - 1500 mètres | Résultats détaillés - 1500 mètres |
| Rang                              | Athlète                           | Nationalité                       | Résultat                          | Points                            | Notes                             | Classement                        | Classement                        |                                   |
| Rang                              | Athlète                           | Nationalité                       | Résultat                          | Points                            | Notes                             | Points                            | Rang                              |                                   |
| --------------------------------- | --------------------------------- | --------------------------------- | --------------------------------- | --------------------------------- | --------------------------------- | --------------------------------- | --------------------------------- | --------------------------------- |
| 1                                 | Akihiko Nakamura                  | Japon                             | 4 min 22 s 62                     | 794                               |                                   | 7646                              | 19                                |                                   |
| 2                                 | Jorge Ureña                       | Espagne                           | 4 min 26 s 46                     | 768                               |                                   | 8125                              | 9                                 |                                   |
| 3                                 | Ashley Bryant                     | Royaume-Uni                       | 4 min 27 s 15                     | 763                               | PB                                | 8049                              | 11                                |                                   |
| 4                                 | Damian Warner                     | Canada                            | 4 min 28 s 39                     | 755                               | SB                                | 8309                              | 5                                 |                                   |
| 5                                 | Karl Robert Saluri                | Estonie                           | 4 min 31 s 31                     | 736                               | SB                                | 8025                              | 13                                |                                   |
| 6                                 | Oleksiy Kasyanov                  | Ukraine                           | 4 min 33 s 86                     | 719                               |                                   | 8234                              | 6                                 |                                   |
| 7                                 | Kurt Felix                        | Grenade                           | 4 min 36 s 62                     | 702                               | SB                                | 8227                              | 7                                 |                                   |
| 8                                 | Kévin Mayer                       | France                            | 4 min 36 s 73                     | 701                               | SB                                | 8768                              | 1                                 |                                   |
| 9                                 | Adam Sebastian Helcelet           | République tchèque                | 4 min 36 s 85                     | 700                               | SB                                | 8222                              | 8                                 |                                   |
| 10                                | Kai Kazmirek                      | Allemagne                         | 4 min 38 s 07                     | 692                               | SB                                | 8488                              | 3                                 |                                   |
| 11                                | Pieter Braun                      | Pays-Bas                          | 4 min 38 s 40                     | 690                               |                                   | 7890                              | 16                                |                                   |
| 12                                | Dominik Distelberger              | Autriche                          | 4 min 39 s 15                     | 686                               |                                   | 7857                              | 17                                |                                   |
| 13                                | Martin Roe                        | Norvège                           | 4 min 39 s 24                     | 685                               |                                   | 8040                              | 12                                |                                   |
| 14                                | Janek Õiglane                     | Estonie                           | 4 min 39 s 24                     | 685                               |                                   | 8371                              | 4                                 |                                   |
| 15                                | Bastien Auzeil                    | France                            | 4 min 39 s 80                     | 682                               | SB                                | 7922                              | 15                                |                                   |
| 16                                | Devon Williams                    | États-Unis                        | 4 min 40 s 50                     | 677                               |                                   | 8088                              | 10                                |                                   |
| 17                                | Rico Freimuth                     | Allemagne                         | 4 min 41 s 57                     | 670                               |                                   | 8564                              | 2                                 |                                   |
| 18                                | Pau Tonnesen                      | Espagne                           | 4 min 46 s 31                     | 641                               | SB                                | 8006                              | 14                                |                                   |
| 19                                | Cedric Dubler                     | Australie                         | 4 min 50 s 31                     | 617                               |                                   | 7728                              | 18                                |                                   |
| 20                                | Keisuke Ushiro                    | Japon                             | 4 min 51 s 90                     | 607                               |                                   | 7498                              | 20                                |                                   |
| —                                 | Zach Ziemek                       | États-Unis                        | DNS                               |                                   |                                   | DNF                               | —                                 |                                   |

## Légende
- Hauteur ou longueur de sauts atteinte (en mètres) :
  - o : dès le 1er essai
  - xo : au 2e essai
  - xxo : au 3e essai
- 3 X : hauteur ou longueur non atteinte au terme de 3 essais au maximum

Records et Performances
- AR : Record continental (area record)
- CR : Record des championnats (championship record)
- MR : Record du meeting (meet record)
- NR : Record national (national record)
- OR : Record olympique (olympic record)
- PR : Record paralympique (paralympic record)
- PB : Record personnel (personal best)
- SB : Meilleure performance personnelle de la saison (season's best)
- WL : Meilleure performance mondiale de l'année (world leader)
- WJR : Record du monde junior (world junior record)
- WR : Record du monde (world record)

Circonstances et Conditions
- DNF : N'a pas terminé (did not finish)
- DNS : N'a pas pris le départ (did not start)
- DQ : Disqualification (disqualification)
- NM : Aucun essai valable enregistré (No Mark)
- Q : Qualifié « directement » au prochain tour (ou à la prochaine compétition), lors d'une compétition majeure, grâce au classement ou à la réalisation des minima (automatic qualifier)
- q : Qualifié au prochain tour (ou à la prochaine compétition), lors d'une compétition majeure, grâce au repêchage ou à la réalisation de l'une des meilleures performances parmi celles des « non qualifiés directement » (grâce au meilleur temps ou à la meilleure distance par exemple) (secondary qualifier)

- NM : non mesuré (not measured) ?